# Hoffenheim – Das Leben ist kein Heimspiel
Hoffenheim – Das Leben ist kein Heimspiel ist ein deutscher Kinofilm aus dem Jahr 2010. Der Dokumentarfilm von Rouven Rech (Regie und Ton) und Frank Marten Pfeiffer (Regie und Kamera) ist eine Produktion der Sommerhaus Filmproduktion, in Koproduktion mit der Filmaufbau Leipzig GmbH und dem ZDF (Redaktion Das kleine Fernsehspiel). Seine Uraufführung hatte Hoffenheim – Das Leben ist kein Heimspiel im Rahmen des Filmfestival Max Ophüls Preis 2010.

## Handlung
Im Mittelpunkt der Erzählung stehen auf der einen Seite die Anstrengungen von Geschäftsführer Jochen A. Rotthaus und seiner Crew, aus dem Amateurclub TSG 1899 Hoffenheim innerhalb weniger Monate ein professionell funktionierendes Wirtschaftsunternehmen zu machen. „Nebenher“ verantwortet er noch den Bau eines 30.000 Zuschauer fassenden Stadions, welches vor den Toren des Dorfes auf der grünen Wiese entsteht.
Auf der anderen Seite zeigt der Film die Grenzen, die dem Managerteam in der Provinz begegnen: Die altgedienten Mitarbeiter des Vereins müssen sich auf die gestiegenen Anforderungen einstellen und die Menschen im Kraichgau können mit dem neuen Anspruch zunächst wenig anfangen. Dabei sind auch die Ur-Fans, die den Verein schon in den untersten Ligen angefeuert haben, zunächst keine große Unterstützung. Der größte von insgesamt fünf TSG-Fanclubs zählt gerade mal 80 Mitglieder. Fanclub-Vorsitzender „Torro“ und seine Mitstreiter werden vom rasanten Tempo der neuen Fußballmarke überrollt.
Außerdem laufen die Anhänger nahezu aller Traditionsvereine Sturm gegen den Bundesliganeuling. Fehlende Tradition und immense finanzielle Möglichkeiten des Mäzens Dietmar Hopp erzürnen die Fußballfans deutschlandweit. Nur durch sportlichen Erfolg und attraktiven Fußball können der wirtschaftliche Aufstieg und die Akzeptanz bei den Fans im Rest von Deutschland erreicht werden.
Wenn jedoch das Team versagt, bleiben die Ränge des neuen Stadions unbesetzt, die Kassen leer und der Verein unbeliebt.
Zweifler überzeugen, Sponsoren gewinnen, ein Stadion bauen, Fans begeistern und Punkte sammeln – auf diesem Weg mit Aufstiegen und großen Enttäuschungen werden der Verein und das Dorf drei Jahre lang beobachtet.

## Auszeichnungen
- „Die goldene Elf“ für den besten Film beim 11mm-Fußballfilmfestival 2010